# Pigmy Love Circus
Pigmy Love Circus — американський рок-гурт, заснований 1987 року.

## Історія гурту
Лос-анджелеський гурт став відомим завдяки своїм несамовитим концертам, виконуючи «байкер-рок». До його складу входили фронтмен Майкл Севідж, бас-гітарист Шеперд Стівенсон, гітарист Пітер Флетчер та барабанщик Денні Кері, який на початку дев'яностих змінив Антоні Мартінеса. Пік активності гурту припав на кінець 1980-х — початок 1990-х років, коли Pigmy Love Circus гастролювали Північною Америкою та Європою. Вони навіть отримали пропозицію від Interscope Records, але відмовились підписувати контракт, вважаючи його умови образливими.
В середині дев'яностих інший гурт Кері Tool став всесвітньо популярним, і він призупинив виступи в колективі. Разом з цим, Pigmy Love Circus через низку обставин так і не вдалося досягти успіху. Кері повернувся до колишнього колективу лише у 2000-ті роки, коли Tool були неактивні через участь вокаліста Мейнарда Кінена у проєкті A Perfect Circle. Разом з іншими музикантами Pigmy Love Circus було записано перший за понад десять років повноцінний альбом The Power of Beef.

## Учасники гурту
Склад станом на 2009 рік:
- Денні Кері — барабани
- Пітер Флетчер — гітара
- Майк Севідж — вокал
- Шеперд Стівенсон — бас-гітара
- Джон Зіглер — гітара[3]

Колишні учасники:
- Антоні Мартінес — барабани
- Ренд Вотерс — гітара[4]

## Дискографія
- Live (1990)
- Drink Free Forever (1991)
- When Clowns Become Kings (1992)
- The Power Of Beef (2003)[5][6]